# Hiphop
 Denne artikel omhandler subkulturen generelt. For musikformen, se Hiphopmusik.
 Der er for få eller ingen kildehenvisninger i denne artikel, hvilket er et problem. Du kan hjælpe ved at angive troværdige kilder til de påstande, som fremføres i artiklen.

Hiphop er ikke blot en musikform, men en kultur, der opstod blandt de afroamerikanske indbyggere i New York, USA i starten af 1970'erne. I 1980'erne, begyndte visse elementer fra hiphoppen at snige sig ind på store dele af den amerikanske befolkning, og i 1990'erne havde hiphop-kulturen spredt sig over hele verden.
Hiphop-miljøet er for mange et meget konkurrence-betonet miljø, hvor der kæmpes om status ved at udøve 4 grundelemeter i hiphop-kulturen (viden er det femte element men betragtes ikke her, da det opstår på baggrund af de andre). Hip-hop er ikke i klassisk forstand en kultur, men en subkultur (underkultur). 
De fem elementer er som følger:
- DJ'ing: Det at vende plader og scratche hen over disse.
- Rap: Rhythm and poetry (rytme og poesi): Man taler (rapper) hen over et rytmestykke, førhen leveret af en DJ som ville præsentere sit musik, sig selv og publikum.
- B-Boying: Forskellige danseforme Blandt andet Breakdance kendt som B-boying i enten meget flydende bevægelse, eller meget rytmiske. Danseren snurrer bl.a. rundt på hovedet (headspin) og laver ofte meget komplicerede akrobatiske øvelser, andre begreber i dansen er Top Rock, Down Rock - disse danner breakdancens grundelementer. Electric Boogaloo ( Electric Boogie ) er også en form der hører ind under: "B-boying"
- Graffiti: Der males/sprayes på mure, toge m.m. Bag det ligger der ofte en filosofi om, at hvis gadebilledet kan blive fyldt med reklamer og lignende, vil de også selv have deres del af det offentlige rum, så de fylder det med kunst.

De 4 elementer er tilsammen, hvad mange opfatter Hip Hop som, og de er grundpillerne i subkulturen. Dog er der også flere andre ting som forbindes med Hip Hop. Blandt andet er tøjet og ens generelle fremtoning i manges øjne også en vigtig del af kulturen. elementernes sammenhæng, indhold og antal er ofte diskuteret - og oprindeligt var der kun 4 elementer - som nu er vokset til 6-7 stykker. Bl.a Knowledge ( viden om kulturen) er blevet tilføjet som et vigtigt element.

## Hiphoppens start
Denne artikel bør gennemlæses af en person med fagkendskab for at sikre den faglige korrekthed.

Hip Hop som begreb i subkulturelle sammenhænge, startede i 1970'erne hvor den Jamaicanske fødte Clive Campbell kendt under navnet: "Dj Kool Herc", flyttede til New York. Her prøvede han at lave rim over hans Reggae beats til "Blockparties". Datidens newyorkere var dog ikke så vilde med reggae, så Kool Herc måtte forsøge noget nyt. Derfor begyndte han at bruge små instrumentale bidder af datidens hitsange som han så gentog (loopede) i det uendelige ved bruge af en mixer og to pladespillere med den samme plade på Bl.a: The Incredible Bongo Band og deres: "Bongo Rock" samt James Browns LP: "In The Jungle Groove". 
På denne JB vinyl finder man Bl.a: “Funky Drummer Parts One And Two som blev brugt som "breakbeats" da de havde passager der egnede sig til gentagelser, og dermed var breakbeats som begreb født i Bronx-USA. Selve øvelsen med at gentage samme instrumentale passage blev kendt som: "The Merry-go-around" som for Herc ikke var helt ukendt da det mindede ham om de 45" vinyler han ofte spandt fra Jamaica, der på bagsiden havde instrumentalerne på. 
Datidens "rap" var på Jamaica kendt som:"Toasting" og var normalt blandt radio Deejays , kaldet: "Selectors" hvor man præsenterede sig selv og den musik man ville spille. 
DJ Kool Herc præsenterede denne form over sin mikrofon og pladsespillere, dog var tidlig RAP ikke helt ukendt for i USA og her var der tale om en genopdagelse af formen i en ny indpakning, dette inspirerede mange til at komme op og deltage som "Masters of Ceremony" også kendt som M.C. en opblomstring af rap kunstneren var i sin spæde opstart. 
Op igennem 1970'erne kom flere og flere rappere til, og af prominente navne kan der blandt andet nævnes Sugarhill Gang og Grandmaster Flash.
Derudover bør DJ'en Afrika Bambaataa, fra Black Panther Party nævnes, Han kunne se at den voldelige tilgang ikke hjalp mennesker i hans blok og skabte The Zulu Nation som derved var med til at skabe hele fundamentet for hiphop-kulturen. Den tidligere bandeleder satte sig for at rydde op i al den vold, de amerikanske, overvejende sorte ghettoer var fuld af. The Zulu Nation var et fredeligt alternativ til vold og bandekrige. Han gik ind for at bruge den energi og passion på noget positivt i stedet for, f.eks. B-boy-konkurrencer. Han samlede på en måde hiphop-kulturen og ses også som en af fædrene af hiphop.
I de dage var tøjstilen næsten den samme, som vi ser i dag. Det startede i fængslerne i New York, hvor de kun havde one-size tøj. Det førte til at alle de små mennesker svømmede rundt i de store dragter. Det blev mere og mere moderne efterhånden med det baggylook de havde. Det var også en af grundene til at det blev et symbol for dem. Tøjet menes der også at de gik med et baggylook i gaderne for at vise de fattige respekt. Da respekt den gang var rigtig vigtig for folket.

## Den nye skole
I slutningen af 1980'erne begyndte gangsterrap-stilen at dukke op i USA, anført af grupper som N.W.A, som nu indtog den amerikanske vestkyst. Før i tiden var hiphoppen forbeholdt newyorkere, og en stærk gruppering opstod, med vestkyst-rapperne på den ene side og østkyst-rapperne på den anden side.
En fejde mellem de to landsdele resulterede i en masse ballade mellem de to sider, og i nogle sørgelige tilfælde resulterede den lange strid også i overfald og sågar mord.
Et af de mest omtalte mord var mordet på westcoast rapstjernen Tupac Shakur (populært kendt som 2pac), som blev skudt i 1996. Kun få måneder senere blev eastcoast rapperen Notorious B.I.G. (også kendt som Biggie Smalls) skudt og dræbt. De to mord blev aldrig opklaret, der har dog efterfølgende været mange rygter, der påpegede en forbindelse. Et af disse rygter bygger på det faktum, at 2pac forinden sit mord havde udsendt flere "diss-tracks" (numre med det formål at ramme en bestemt person eller gruppe personligt) møntet på Biggie og hans ven og producer P. Diddy. Ingen rygter er dog blevet bevist. 
Nu om dage er fejden mellem øst- og vestkysten nedtrappet meget, og mange prominente hiphop-navne forsøger at stoppe striden fuldstændigt.